# Залив Моллера (Новая Земля)
Залив Моллера — залив в Баренцевом море у западного берега острова Южный на полуострове Гусиная Земля Новой Земли в Архангельской области Российской Федерации, между мысами Северным Гусиным и Бритвиным.

## Описание и история
Название заливу дал русский мореплаватель Фёдор Петрович Литке в честь контр-адмирала Российского Императорского флота Антона Васильевича (Беренд-Отто) Моллера.
Протяжённость залива около 22-х километров, ширина на входе в залив составляет 62 километра, глубина достигает 52-х метров.
Климат тундровый. Средняя температура составляет − 6 °C. Самый теплый месяц — июль с температурой 4 °C, а самый холодный — февраль с температурой −16 °C.
В заливе множество островков и подводных скал; берег изрезан небольшими бухтами. Дно залива состоит в основном из ила, небольших камней и песка.
На побережье залива расположена станция Малые Кармакулы — самая старая действующая полярная станция России; это первая в России и вторая в мире метеостанция, где выполняются регулярные метеорологические наблюдения.
В Соединённых Штатах Америки на Восточных Алеутских островах также есть одноимённый залив.